# 平安大戏院 (广州)
平安大戏院是一间位于广东省广州市荔湾区上下九的戏院，现门牌十甫路125号，1951年2月由私人同益股份有限公司集资6万元建成开业。戏院曾演出过粤剧、话剧、木偶剧、曲艺、歌舞、轻音乐等剧种。

## 历史
平安大戏院是1949年后广州首家新建戏院，占地面积1700平方米。初期有1820个座位，演粤剧为主。
1956年公私合营，划归公司管理。1957年和1963年，先后由市演出公司、市房管局投资改建大堂、加建楼座。建成后全场座位1669个，是广州市粤剧演出的主要戏院之一。1972年增加电影放映，改名前进影剧场。1980-1985年再升高舞台与扩建化妆间，此后增设录像投影室、电子游戏室等。1989年7月起，再歇业装修改造，于1990年1月复业，复名为平安大戏院。1990年与1996年，在广州举办的第一、第二届羊城国际粤剧节中，该戏院是演出剧场之一。
戏院于2014年经过全新改建装修，使影城空间更宏大，现时共设7个影厅，共1030个座席。其中包括1个4K大银幕影厅。是广州市演出电影有限公司仍在经营兼略有盈利的三间全资电影院之一（广州电影院，平安大戏院，永汉电影院）。